# КХЛ в сезоне 2019/2020
Сезон КХЛ 2019/2020 — 12-й розыгрыш Чемпионата Континентальной хоккейной Лиги — Чемпионата России по хоккею среди мужских команд. Регулярный чемпионат начался 1 сентября 2019 года и завершился  27 февраля 2020 года. 25 марта 2020 года КХЛ приняла решение о досрочном завершении сезона 2019/20 в связи с пандемией коронавируса.

## События межсезонья

### Изменение размеров площадок
В межсезонье несколько клубов изменили размеры площадок . ЦСКА, Спартак, Автомобилист, Авангард, Металлург Мг, Динамо Минск и Сибирь перешли на «финскую» площадку (шириной 28 метров). А Сочи, СКА, Динамо М, Барыс — на «канадскую» (шириной 26 метров). «Канадский» размер площадок как и в прошлом сезоне останется у Амура и Адмирала. На «финских» площадках продолжат играть Ак Барс, Нефтехимик, Витязь, Северсталь.

### Потолок зарплат
На сезон 2019/20 лига установила предел фонда оплаты команд на уровне 800 млн руб. Клубы могут превышать эту цифру, уплатив дополнительный взнос в размере 30 %.

### Изменения в составе участников
Покинувшие лигу
- 27 мая 2019 года стало известно, что братиславский Слован отказался от участия в следующем сезоне КХЛ.

Изменения в составе конференций и дивизионов
- Клуб Торпедо игравший в Дивизионе Харламова Восточной конференции перешёл в Дивизион Тарасова Западной конференцию[2].
- В Дивизион Харламова из Дивизиона Чернышёва перешла «Сибирь». Таким образом в каждом дивизионе и в каждой Конференции стало равное количество команд[2].

### Тренерские перестановки
| Перед началом сезона | Перед началом сезона      | Перед началом сезона      | Перед началом сезона                |
| Команда              | Тренер в сезоне 2018/2019 | Тренер в сезоне 2019/2020 | История / достижения                |
| -------------------- | ------------------------- | ------------------------- | ----------------------------------- |
| «Ак Барс»            | Зинэтула Билялетдинов     | Дмитрий Квартальнов       | Серебряный призёр чемпионата России |
| «Динамо» Мн          | Андрей Сидоренко          | Крэйг Вудкрофт            |                                     |
| «Локомотив»          | Дмитрий Квартальнов       | Крэйг Мактавиш            |                                     |
| «Сибирь»             | Александр Андриевский     | Николай Заварухин         |                                     |
| «Спартак»            | Игорь Уланов              | Олег Знарок               |                                     |
| «Трактор»            | Алексей Тертышный         | Петерис Скудра            |                                     |
| «Витязь»             | Валерий Белов             | Михаил Кравец             |                                     |
| «СКА»                | Илья Воробьёв             | Алексей Кудашов           | Серебряный призёр чемпионата России |

## Предсезонные турниры с участием команд КХЛ
В межсезонье 24 клуба Лиги приняли участие в тринадцати турнирах, четыре из которых были организованы клубами других лиг.
Все результаты представлены в соответствии с трёхочковой системой независимо от формата проведения турнира.
| Sochi Hockey Open | Sochi Hockey Open | Sochi Hockey Open |
| Место             | Команда           | Очков             |
| ----------------- | ----------------- | ----------------- |
| 1                 | ХК Сочи           | 8                 |
| 2                 | Динамо (Рига)     | 5                 |
| 3                 | Россия олимп.     | 5                 |
| 4                 | Локомотив         | 4                 |
| 5                 | Авангард          | 2                 |
| 6                 | СКА               | 2                 |

| Mountfield Cup | Mountfield Cup     | Mountfield Cup |
| Место          | Команда            | Очков          |
| -------------- | ------------------ | -------------- |
| 1              | Спартак            | 8              |
| 2              | Маунтфилд          | 6              |
| 3              | Слован             | 3              |
| 4              | Динамо (Пардубице) | 0              |

| Кубок президента республики Казахстан | Кубок президента республики Казахстан | Кубок президента республики Казахстан |
| Место                                 | Команда                               | Очков                                 |
| ------------------------------------- | ------------------------------------- | ------------------------------------- |
| 1                                     | Барыс                                 | 11                                    |
| 2                                     | Автомобилист                          | 8                                     |
| 3                                     | Ак Барс                               | 7                                     |
| 4                                     | Салават Юлаев                         | 3                                     |
| 5                                     | Нефтехимик                            | 1                                     |

| Кубок губернатора Нижегородской области | Кубок губернатора Нижегородской области | Кубок губернатора Нижегородской области |
| Место                                   | Команда                                 | Очков                                   |
| --------------------------------------- | --------------------------------------- | --------------------------------------- |
| 1                                       | Динамо (Москва)                         | 6                                       |
| 2                                       | Торпедо                                 | 2                                       |
| 3                                       | Динамо (Минск)                          | 2                                       |
| 4                                       | Хумо                                    | 2                                       |

| Турнир в Хямеэнлине | Турнир в Хямеэнлине | Турнир в Хямеэнлине |
| Место               | Команда             | Очков               |
| ------------------- | ------------------- | ------------------- |
| —                   | ХПК                 | -                   |
| —                   | Пеликанс            | -                   |
| —                   | Сибирь              | -                   |
| —                   | Франкфурт Лайонс    | -                   |

| Кубок губернатора Челябинской области | Кубок губернатора Челябинской области | Кубок губернатора Челябинской области |
| Место                                 | Команда                               | Очков                                 |
| ------------------------------------- | ------------------------------------- | ------------------------------------- |
| 1                                     | Трактор                               | 9                                     |
| 2                                     | Металлург Мг                          | 6                                     |
| 3                                     | Северсталь                            | 2                                     |
| 4                                     | Сборная Кубка губернатора             | 1                                     |

| Мемориал Збынека Куши | Мемориал Збынека Куши | Мемориал Збынека Куши |
| Место                 | Команда               | Очков                 |
| --------------------- | --------------------- | --------------------- |
| 1                     | Кошице                | -                     |
| 2                     | Динамо (Пардубице)    | -                     |
| 3                     | Амур                  | -                     |
| 4                     | Адмирал               | -                     |
| 5                     | Маунтфилд             | -                     |
| 6                     | Зноймо                | -                     |

| Hockeyades | Hockeyades      | Hockeyades |
| Место      | Команда         | Очков      |
| ---------- | --------------- | ---------- |
| 1          | Фрибур-Готтерон | 6          |
| 2          | ЦСКА            | 6          |
| 3          | Женева-Серветт  | 3          |
| 4          | Лозанна         | 3          |
| 5          | Ардо Нитра      | 0          |
| 6          | Гренобль        | 0          |

| Lehner Cup | Lehner Cup   | Lehner Cup |
| Место      | Команда      | Очков      |
| ---------- | ------------ | ---------- |
| —          | Цуг          | -          |
| —          | Витковице    | -          |
| —          | Амбри-Пиотта | -          |
| —          | Барыс        | -          |

| Кубок Латвийской железной дороги (Рига) | Кубок Латвийской железной дороги (Рига) | Кубок Латвийской железной дороги (Рига) |
| Место                                   | Команда                                 | Очков                                   |
| --------------------------------------- | --------------------------------------- | --------------------------------------- |
| 1                                       | Динамо (Рига)                           | 12                                      |
| 2                                       | Ак Барс                                 | 9                                       |
| 3                                       | Локомотив                               | 6                                       |
| 4                                       | Автомобилист                            | 3                                       |
| 5                                       | Динамо (Минск)                          | 0                                       |

| Турнир им. Н. Г. Пучкова | Турнир им. Н. Г. Пучкова | Турнир им. Н. Г. Пучкова |
| Место                    | Команда                  | Очков                    |
| ------------------------ | ------------------------ | ------------------------ |
| —                        | СКА                      | -                        |
| —                        | Северсталь               | -                        |
| —                        | Йокерит                  | -                        |
| —                        | ХК Сочи                  | -                        |
| —                        | Авангард                 | -                        |

| Кубок мэра Москвы | Кубок мэра Москвы | Кубок мэра Москвы |
| Место             | Команда           | Очков             |
| ----------------- | ----------------- | ----------------- |
| 1                 | Динамо (Москва)   | 6                 |
| 2                 | Витязь            | 6                 |
| 3                 | ЦСКА              | 6                 |
| 4                 | Спартак           | 0                 |

| Турнир памяти Ромазана | Турнир памяти Ромазана | Турнир памяти Ромазана |
| Место                  | Команда                | Очков                  |
| ---------------------- | ---------------------- | ---------------------- |
| 1                      | Трактор                | 7                      |
| 2                      | Металлург Мг           | 6                      |
| 3                      | Сибирь                 | 3                      |
| 4                      | Куньлунь Ред Стар      | 2                      |

## Клубы
| Дивизион              | Команда              | Город                | Арена (вместимость)                         | Основан              | в КХЛ                |                      |                      |
| Западная конференция  | Западная конференция | Западная конференция | Западная конференция                        | Западная конференция | Западная конференция | Западная конференция | Западная конференция |
| --------------------- | -------------------- | -------------------- | ------------------------------------------- | -------------------- | -------------------- | -------------------- | -------------------- |
| Дивизион Боброва      | Динамо               | Москва               | ВТБ Арена (10 900)                          | 1946                 | 2008                 |                      |                      |
| Дивизион Боброва      | Динамо               | Рига                 | Арена Рига (10 300)                         | 2008                 | 2008                 |                      |                      |
| Дивизион Боброва      | Йокерит              | Хельсинки            | Хартвалл Арена (13 500)                     | 1968                 | 2014                 |                      |                      |
| Дивизион Боброва      | СКА                  | Санкт-Петербург      | СКК «Ледовый Дворец» (12 500)               | 1946                 | 2008                 |                      |                      |
| Дивизион Боброва      | Северсталь           | Череповец            | Ледовый дворец (6 064)                      | 1956                 | 2008                 |                      |                      |
| Дивизион Боброва      | Спартак              | Москва               | ЦСКА Арена (12 100)                         | 1946                 | 2008                 |                      |                      |
| Дивизион Тарасова     | Витязь               | Подольск             | ЛД «Витязь» (5 500)                         | 1996                 | 2008                 |                      |                      |
| Дивизион Тарасова     | Динамо               | Минск                | Минск-Арена (15 086)                        | 1976                 | 2008                 |                      |                      |
| Дивизион Тарасова     | Локомотив            | Ярославль            | Арена 2000 (9 070)                          | 1959                 | 2008                 |                      |                      |
| Дивизион Тарасова     | Сочи                 | Сочи                 | ЛД «Большой» (12 000)                       | 2014                 | 2014                 |                      |                      |
| Дивизион Тарасова     | Торпедо              | Нижний Новгород      | ДС «Нагорный» (5 600)                       | 1946                 | 2008                 |                      |                      |
| Дивизион Тарасова     | ЦСКА                 | Москва               | ЦСКА Арена (12 100)                         | 1946                 | 2008                 |                      |                      |
| Восточная конференция |                      |                      |                                             |                      |                      |                      |                      |
| Дивизион Харламова    | Автомобилист         | Екатеринбург         | КРК «Уралец» (5 570)                        | 2006                 | 2009                 |                      |                      |
| Дивизион Харламова    | Ак Барс              | Казань               | Татнефть Арена (8 300)                      | 1956                 | 2008                 |                      |                      |
| Дивизион Харламова    | Металлург            | Магнитогорск         | Арена Металлург (7 700)                     | 1955                 | 2008                 |                      |                      |
| Дивизион Харламова    | Нефтехимик           | Нижнекамск           | СКК «Нефтехим Арена» (6 000)                | 1968                 | 2008                 |                      |                      |
| Дивизион Харламова    | Сибирь               | Новосибирск          | ЛДС «Сибирь» (7 420)                        | 1962                 | 2008                 |                      |                      |
| Дивизион Харламова    | Трактор              | Челябинск            | Ледовая арена «Трактор» (7 500)             | 1947                 | 2008                 |                      |                      |
| Дивизион Чернышёва    | Авангард             | Омск                 | Арена «Балашиха» (5 525)                    | 1950                 | 2008                 |                      |                      |
| Дивизион Чернышёва    | Адмирал              | Владивосток          | Фетисов Арена (5 500)                       | 2013                 | 2013                 |                      |                      |
| Дивизион Чернышёва    | Амур                 | Хабаровск            | Платинум Арена (7 100)                      | 1958                 | 2008                 |                      |                      |
| Дивизион Чернышёва    | Барыс                | Астана               | Барыс Арена (12 100)                        | 1999                 | 2008                 |                      |                      |
| Дивизион Чернышёва    | Салават Юлаев        | Уфа                  | Уфа-Арена (8 070)                           | 1961                 | 2008                 |                      |                      |
| Дивизион Чернышёва    | Куньлунь Ред Стар    | Пекин                | ЛД «Фэйян» (4 800), Леспортс-центр (14 000) | 2016                 | 2016                 |                      |                      |

## Регулярный чемпионат
Каждая команда провела по 62 матча, сыграв по 4 раза с соперниками по дивизиону, трижды с командами другого дивизиона своей конференции и дважды с командами другой конференции.

### Кубок Открытия
В сезоне 18/19 впервые в истории лиги один клуб выиграл Кубок Гагарина и Кубок Континента. Поэтому в матче за Кубок Открытия сражались финалисты сезона 18/19 — ЦСКА и Авангард. Победил Авангард со счетом 3:1.

### KHL World Games
23 декабря в Давосе прошло «Зелёное дерби». Эта игра была домашней для «Салавата Юлаева».
Также 10 января 2020 года в Таллине на арене „Ледовый холл Тондираба” прошёл матч между Йокеритом и Северсталью, который завершился со счётом 4:1 в пользу команды из Хельсинки.
| 23 декабря 2019 | Салават Юлаев | 4:3 ОТ (2:2, 1:1, 0:0, 1:0) | Ак Барс | Eisstadion Davos, Давос Зрителей: 4527 |

| Отчёт | Отчёт         | Отчёт   | Отчёт          | Отчёт                                 |
| ----- | ------------- | ------- | -------------- | ------------------------------------- |
|       |               |         |                |                                       |
|       | Кареев Андрей | Вратари | Рейдеборн Адам | Судьи: Беляев Сергей Ромасько Евгений |
|       |               |         |                | Судьи: Беляев Сергей Ромасько Евгений |
|       |               |         |                | Судьи: Беляев Сергей Ромасько Евгений |
|       |               |         |                | Судьи: Беляев Сергей Ромасько Евгений |
|       |               |         |                | Судьи: Беляев Сергей Ромасько Евгений |
|       |               |         |                | Судьи: Беляев Сергей Ромасько Евгений |
| 8 мин | Штраф         | 8 мин   |                | Судьи: Беляев Сергей Ромасько Евгений |
|       |               |         |                |                                       |
|       | 28            | Броски  | 32             |                                       |

### Игры на открытом воздухе
- 19 декабря состоялся матч между СКА и ЦСКА на Газпром Арене в рамках серии Хоккей. Классика. В сезоне 18/19 также проводился этот матч[6].

| 19 декабря 2019 | СКА | 0:1 (0:0, 0:0, 0:1) | ЦСКА | Газпром Арена, Санкт-Петербург Зрителей: 61 810 |

| Отчёт | Отчёт     | Отчёт                                       | Отчёт   | Отчёт                      |
| ----- | --------- | ------------------------------------------- | ------- | -------------------------- |
|       |           |                                             |         |                            |
|       | Хелльберг | Вратари                                     | Сорокин | Судьи: Белов А. Гашилов В. |
|       | Голы:     |                                             |         | Судьи: Белов А. Гашилов В. |
|       | 0 : 1     | 49:07 Калинин С.(Карнаухов П., Слепышев П.) |         | Судьи: Белов А. Гашилов В. |
|       |           |                                             |         | Судьи: Белов А. Гашилов В. |
|       |           |                                             |         | Судьи: Белов А. Гашилов В. |
|       |           |                                             |         | Судьи: Белов А. Гашилов В. |
| 2 мин | Штраф     | 6 мин                                       |         | Судьи: Белов А. Гашилов В. |
|       |           |                                             |         |                            |
|       | 17        | Броски                                      | 26      |                            |

### Матч звёзд
12-й Матч звёзд КХЛ прошёл в Москве на ВТБ Арена-Парк, домашней арене Динамо.

### Новый президент КХЛ
14 февраля 2020 года Алексей Морозов был избран новым президентом КХЛ. Сразу после своего назначения он заявил, что лига продолжит выполнять принятую ранее стратегию и одним из ключевых нововведений сезона 2020/21 станет появление «жёсткого потолка зарплат».

### Ограничения в сезоне
Из-за пандемии коронавируса с 11 марта запретили массовые мероприятия численностью более 5000 человек. 14 марта «Йокерит» снялся с сезона. Также 14 марта Казахстанская федерация хоккея (КФХ) приняла решение отменить все хоккейные матчи на территории страны из-за коронавируса. Постановление вступило в силу с 15 марта и коснулось матчей во всех турнирах. 16 марта «Барыс» снялся с сезона.
17 марта Континентальная хоккейная лига приняла решение о приостановке розыгрыша Кубка Гагарина до 10 апреля для организации и согласования с государственными органами нового формата проведения второго этапа чемпионата с участием шести российских клубов. 25 марта КХЛ приняла решение о досрочном завершении сезона-2019/20. 7 мая КХЛ приняла решение не определять обладателя Кубка Гагарина в связи с досрочным завершением сезона.

### Турнирное положение команд
| Западная конференция |            |          |    |    |    |    |    |    |    |         |      |    |
| M                    | Команда    | Дивизион | И  | В  | ВО | ВБ | ПБ | ПО | П  | Ш       | ± Ш  | О  |
| 1                    | ЦСКА       | Тарасова | 62 | 40 | 3  | 2  | 1  | 3  | 13 | 202-99  | +103 | 94 |
| 2                    | СКА        | Боброва  | 62 | 30 | 9  | 5  | 2  | 3  | 13 | 179-118 | +61  | 93 |
| 3                    | Йокерит    | Боброва  | 62 | 28 | 8  | 2  | 4  | 4  | 16 | 184-164 | +20  | 84 |
| 4                    | Динамо М   | Боброва  | 62 | 29 | 6  | 2  | 5  | 3  | 17 | 182-144 | +38  | 82 |
| 5                    | Спартак    | Боброва  | 62 | 26 | 4  | 4  | 3  | 6  | 19 | 173-143 | +30  | 77 |
| 6                    | Локомотив  | Тарасова | 62 | 25 | 4  | 5  | 2  | 3  | 23 | 170-151 | +19  | 73 |
| 7                    | Витязь     | Тарасова | 62 | 19 | 3  | 5  | 7  | 4  | 24 | 137-166 | -29  | 65 |
| 8                    | Торпедо    | Тарасова | 62 | 22 | 5  | 2  | 3  | 3  | 27 | 165-167 | -2   | 64 |
|                      |            |          |    |    |    |    |    |    |    |         |      |    |
| 9                    | ХК Сочи    | Тарасова | 62 | 15 | 6  | 4  | 1  | 8  | 28 | 124-164 | -40  | 59 |
| 10                   | Северсталь | Боброва  | 62 | 14 | 3  | 7  | 3  | 7  | 28 | 126-171 | -45  | 58 |
| 11                   | Динамо Р   | Боброва  | 62 | 11 | 5  | 1  | 3  | 4  | 38 | 103-187 | -84  | 41 |
| 12                   | Динамо Мн  | Тарасова | 62 | 11 | 2  | 1  | 5  | 6  | 37 | 135-232 | -97  | 39 |

| Восточная конференция |                   |           |    |    |    |    |    |    |    |         |     |    |
| M                     | Команда           | Дивизион  | И  | В  | ВО | ВБ | ПБ | ПО | П  | Ш       | ± Ш | О  |
| 1                     | Ак Барс           | Харламова | 62 | 38 | 2  | 4  | 4  | 1  | 13 | 178-121 | +57 | 93 |
| 2                     | Барыс             | Чернышёва | 62 | 31 | 6  | 1  | 0  | 8  | 16 | 156-137 | +19 | 84 |
| 3                     | Авангард          | Чернышёва | 62 | 30 | 1  | 6  | 3  | 6  | 16 | 163-120 | +43 | 83 |
| 4                     | Автомобилист      | Харламова | 62 | 24 | 8  | 3  | 3  | 5  | 19 | 168-151 | +17 | 78 |
| 5                     | Сибирь            | Харламова | 62 | 27 | 3  | 4  | 4  | 2  | 22 | 139-143 | -4  | 74 |
| 6                     | Салават Юлаев     | Чернышёва | 62 | 23 | 5  | 1  | 8  | 2  | 23 | 153-144 | +9  | 68 |
| 7                     | Металлург         | Харламова | 62 | 20 | 3  | 5  | 4  | 5  | 25 | 138-145 | -7  | 65 |
| 8                     | Нефтехимик        | Харламова | 62 | 21 | 3  | 4  | 4  | 4  | 26 | 162-158 | +4  | 64 |
|                       |                   |           |    |    |    |    |    |    |    |         |     |    |
| 9                     | Амур              | Чернышёва | 62 | 20 | 1  | 5  | 6  | 4  | 26 | 132-145 | -13 | 62 |
| 10                    | Куньлунь Ред Стар | Чернышёва | 62 | 20 | 3  | 3  | 5  | 3  | 28 | 139-158 | -19 | 60 |
| 11                    | Трактор           | Харламова | 62 | 20 | 3  | 2  | 3  | 3  | 31 | 132-161 | -29 | 56 |
| 12                    | Адмирал           | Чернышёва | 62 | 16 | 4  | 6  | 1  | 3  | 32 | 126-177 | -51 | 56 |

### Турнирная таблица дивизионов
| № | Команда   | Игры | Ш       | О  |
| - | --------- | ---- | ------- | -- |
| 1 | ЦСКА      | 62   | 202-99  | 94 |
| 2 | Локомотив | 62   | 170-151 | 73 |
| 3 | Витязь    | 62   | 137-166 | 65 |
| 4 | Торпедо   | 62   | 165-167 | 64 |
| 5 | ХК Сочи   | 62   | 124-164 | 59 |
| 6 | Динамо Мн | 62   | 135-232 | 39 |

| № | Команда    | Игры | Ш       | О  |
| - | ---------- | ---- | ------- | -- |
| 1 | СКА        | 62   | 179-118 | 93 |
| 2 | Йокерит    | 62   | 184-164 | 84 |
| 3 | Динамо М   | 62   | 182-144 | 82 |
| 4 | Спартак    | 62   | 173-143 | 77 |
| 5 | Северсталь | 62   | 126-171 | 58 |
| 6 | Динамо Р   | 62   | 103-187 | 41 |

| № | Команда      | Игры | Ш       | О  |
| - | ------------ | ---- | ------- | -- |
| 1 | Ак Барс      | 62   | 178-121 | 93 |
| 2 | Автомобилист | 62   | 168-151 | 78 |
| 3 | Сибирь       | 62   | 139-143 | 74 |
| 4 | Металлург МГ | 62   | 138-145 | 65 |
| 5 | Нефтехимик   | 62   | 162-158 | 64 |
| 6 | Трактор      | 62   | 132-161 | 56 |

| № | Команда           | Игры | Ш       | О  |
| - | ----------------- | ---- | ------- | -- |
| 1 | Барыс             | 62   | 156-137 | 84 |
| 2 | Авангард          | 62   | 163-120 | 83 |
| 3 | Салават Юлаев     | 62   | 153-144 | 68 |
| 4 | Амур              | 62   | 132-145 | 62 |
| 5 | Куньлунь Ред Стар | 62   | 139-158 | 60 |
| 6 | Адмирал           | 62   | 126-177 | 56 |

И — игры, В — выигрыши, ВО — выигрыши в овертайме,ПО — поражения в овертайме, П — поражения, Ш — забитые-пропущенные шайбы, О — набранные очки
Полужирным шрифтом выделены команды, обеспечившие себе место в плей-офф.

Курсивом выделены клубы, лишившиеся шансов на попадание в плей-офф.
Правила классификации:

Статья 14. Определение результатов и мест команд на Первом этапе Чемпионата

1. Места команд в Дивизионах, Конференциях и Общей таблице Чемпионата определяются по сумме очков, набранных во всех Матчах Первого этапа Чемпионата.

2. Для определения текущего и окончательного распределения мест между командами в Дивизионах, в Конференциях и в Общей таблице Чемпионата в случае равенства очков у двух или более команд преимущество получает команда:
− 2.1. Имеющая большее количество побед в основное время во всех Матчах Первого этапа;
− 2.2. Одержавшая большее количество побед в овертаймах во всех Матчах Первого этапа;
− 2.3. Одержавшая большее количество побед в сериях бросков, определяющих победителя Матча, во всех Матчах Первого этапа;
− 2.4. Имеющая лучшую разность заброшенных и пропущенных шайб во всех Матчах Первого этапа;
− 2.5. Имеющая большее количество заброшенных шайб во всех Матчах Первого этапа
Примечание. Указанные выше критерии применяются последовательно;
− 2.6. При равенстве всех вышеперечисленных показателей распределение мест между командами определяется жребием.

3. В официальных таблицах Конференций команды, занимающие первые места в Дивизионах, располагаются на первом и втором местах в зависимости от количества набранных очков во всех Матчах Первого этапа Чемпионата в порядке убывания спортивных результатов

## Плей офф
Второй этап чемпионата КХЛ сезона 2019/2020. Включал в себя четыре раунда: четвертьфиналы, полуфиналы, финалы конференций и финал Кубка Гагарина. 25 марта 2020 года КХЛ приняла решение о досрочном завершении сезона 2019/20 в связи с негативным развитием эпидемиологической ситуации COVID-19 в мире. Из-за этого были полностью сыграны лишь стадии четвертьфиналов конференций. Дальнейшие стадии не проводились и кубок разыгран не был.

## Лучшие игроки по неделям
| Неделя | Даты        | Лучший вратарь                   | Лучший защитник                  | Лучший нападающий               | Лучший новичок                 |
| ------ | ----------- | -------------------------------- | -------------------------------- | ------------------------------- | ------------------------------ |
| 1      | 1.09-8.09   | Юха Метсола (Салават Юлаев)      | Яков Рылов (Спартак)             | Тему Пулккинен (Динамо Мн)      | Игорь Мартынов (Динамо Мн)     |
| 2      | 9.09-15.09  | Якуб Коварж (Автомобилист)       | Ессе Виртанен (Трактор)          | Рафаэль Бикмуллин (Нефтехимик)  | Михаил Гордеев (ХК Сочи)       |
| 3      | 16.09-22.09 | Алексей Мельничук (СКА)          | Якуб Ержабек (Витязь)            | Александр Сёмин (Витязь)        | Артём Галимов (Ак Барс)        |
| 4      | 23.09-29.09 | Алексей Мельничук (СКА)          | Валерий Васильев (Амур)          | Сергей Плотников (СКА)          | Алексей Мельничук (СКА)        |
| 5      | 30.09-6.10  | Янис Калниньш (Йокерит)          | Филип Ларсен (Салават Юлаев)     | Кирилл Капризов (ЦСКА)          | Артём Галимов (Ак Барс)        |
| 6      | 7.10-13.10  | Эдвард Паскуале (Барыс)          | Микко Лехтонен (Йокерит)         | Мартин Бакош (Адмирал)          | Даниил Мисюль (Локомотив)      |
| 7      | 14.10-20.10 | Евгений Аликин (Амур)            | Альберт Яруллин (Ак Барс)        | Брэндон Макмиллан (Динамо Р)    | Сергей Гончарук (Торпедо)      |
| 8      | 21.10-27.10 | Василий Кошечкин (Металлург)     | Тревор Мёрфи (Куньлунь Ред Стар) | Дмитрий Яшкин (Динамо Мск)      | Даниил Исаев (Локомотив)       |
| 9      | 28.10-4.11  | Тимур Билялов (Ак Барс)          | Андрей Педан (Ак Барс)           | Денис Вихарев (Адмирал)         | Данила Галенюк (СКА)           |
| 10     | 12.11-17.11 | Тимур Билялов (Ак Барс)          | Данила Галенюк (СКА)             | Антон Ландер (Локомотив)        | Кирилл Марченко (СКА)          |
| 11     | 18.11-24.11 | Якуб Коварж (Автомобилист)       | Роман Рукавишников (Ак Барс)     | Никита Сошников (Салават Юлаев) | Артём Галимов (Ак Барс)        |
| 12     | 25.11-1.12  | Эдвард Паскуале (Барыс)          | Атте Охтамаа (Барыс)             | Микаэль Руохомаа (Сибирь)       | Кирилл Марченко (СКА)          |
| 13     | 2.12-9.12   | Шимон Грубец (Куньлунь Ред Стар) | Микко Лехтонен (Йокерит)         | Роман Старченко (Барыс)         | Даниил Пыленков (Витязь)       |
| 14     | 17.12-22.12 | Илья Сорокин (ЦСКА)              | Яков Рылов (Спартак)             | Корбэн Найт (Барыс)             | Аким Тришин (Спартак)          |
| 15     | 23.12-29.12 | Евгений Аликин (Амур)            | Артём Зуб (СКА)                  | Вадим Шипачёв (Динамо Мск)      | Алексей Мельничук (СКА)        |
| 16     | 30.12-5.01  | Иван Бочаров (Динамо Мск)        | Якуб Ержабек (Витязь)            | Сергей Шумаков (Авангард)       | Янис Ворис (Динамо Р)          |
| 17     | 6.01-12.01  | Юлиус Гудачек (Спартак)          | Сами Лепистё (Йокерит)           | Никлас Енсен (Йокерит)          | Артём Аносов (Динамо Мн)       |
| 18     | 13.01-16.01 | Магнус Хелльберг (СКА)           | Вячеслав Войнов (Авангард)       | Владимир Ткачёв (СКА)           | Дмитрий Шугаев (Северсталь)    |
| 19     | 21.01-26.01 | Никита Беспалов (Спартак)        | Коди Франсон (Авангард)          | Никита Михайлис (Барыс)         | Василий Подколзин (СКА)        |
| 20     | 27.01-3.02  | Александр Самонов (СКА)          | Никита Черепанов (Локомотив)     | Дмитрий Яшкин (Динамо Мск)      | Владимир Галкин (Автомобилист) |
| 21     | 11.02-15.02 | Эдвард Паскуале (Барыс)          | Райан Мёрфи (Нефтехимик)         | Никита Сошников (Салават Юлаев) | Дмитрий Воронков (Ак Барс)     |

### Лучшие игроки по месяцам
| Месяц    | Лучший вратарь            | Лучший защитник             | Лучший нападающий          | Лучший новичок            |
| -------- | ------------------------- | --------------------------- | -------------------------- | ------------------------- |
| Сентябрь | Алексей Мельничук (СКА)   | Микаэль Викстранд (Ак Барс) | Дамир Жафяров (Торпедо)    | Даниил Журавлёв (Ак Барс) |
| Октябрь  | Харри Сятери (Сибирь)     | Альберт Яруллин (Ак Барс)   | Вадим Шипачёв (Динамо Мск) | Артём Галимов (Ак Барс)   |
| Ноябрь   | Тимур Билялов (Ак Барс)   | Микко Лехтонен (Йокерит)    | Дмитрий Яшкин (Динамо Мск) | Кирилл Марченко (СКА)     |
| Декабрь  | Иван Бочаров (Динамо Мск) | Якуб Ержабек (Витязь)       | Сергей Шумаков (Авангард)  | Янис Ворис (Динамо Р)     |
| Январь   | Илья Сорокин (ЦСКА)       | Микко Лехтонен (Йокерит)    | Антон Слепышев (ЦСКА)      | Иван Морозов (СКА)        |
| Февраль  |                           |                             |                            |                           |
| Март     |                           |                             |                            |                           |
| Апрель   |                           |                             |                            |                           |

### Статистика игроков
| Полевые игроки | Полевые игроки  | Полевые игроки                   | Полевые игроки |
| -------------- | --------------- | -------------------------------- | -------------- |
| Бомбардиры     |                 |                                  |                |
| #              | Игрок           | Команда                          | Очки           |
| 1              | Вадим Шипачёв   | Динамо (Москва)                  | 65             |
| 2              | Дмитрий Яшкин   | Динамо (Москва)                  | 63             |
| 3              | Кирилл Капризов | ЦСКА                             | 62             |
| 4              | Линус Умарк     | Салават Юлаев                    | 54             |
| 5              | Микко Лехтонен  | Йокерит                          | 49             |
| Снайперы       |                 |                                  |                |
| #              | Игрок           | Команда                          | Голы           |
| 1              | Кирилл Капризов | ЦСКА                             | 33             |
| 2              | Дмитрий Яшкин   | Динамо (Москва)                  | 31             |
| 3              | Никита Сошников | Салават Юлаев                    | 27             |
| 4              | Брукс Мэйсек    | Автомобилист                     | 24             |
| 5              | Теему Пулккинен | Динамо (Минск) / Динамо (Москва) | 23             |
| Ассистенты     |                 |                                  |                |
| #              | Игрок           | Команда                          | Пасы           |
| 1              | Вадим Шипачёв   | Динамо (Москва)                  | 48             |
| 2              | Линус Умарк     | Салават Юлаев                    | 42             |
| 3              | Линден Вей      | ЦСКА                             | 35             |
| 4              | Дмитрий Яшкин   | Динамо (Москва)                  | 32             |
| 5              | Микко Лехтонен  | Йокерит                          | 32             |
| Плюс-Минус     |                 |                                  |                |
| #              | Игрок           | Команда                          | +/-            |
| 1              | Артём Зуб       | СКА                              | 35             |
| 2              | Мэт Робинсон    | ЦСКА                             | 35             |
| 3              | Дмитрий Яшкин   | Динамо (Москва)                  | 34             |
| 4              | Вадим Шипачёв   | Динамо (Москва)                  | 34             |
| 5              | Кирилл Капризов | ЦСКА                             | 32             |

| Вратари                                                          | Вратари           | Вратари         | Вратари     |
| ---------------------------------------------------------------- | ----------------- | --------------- | ----------- |
| По количеству побед                                              |                   |                 |             |
| #                                                                | Игрок             | Команда         | Победы      |
| 1                                                                | Янис Калниньш     | Йокерит         | 33          |
| 2                                                                | Иван Бочаров      | Динамо (Москва) | 26          |
| 3                                                                | Илья Сорокин      | ЦСКА            | 25          |
| 4                                                                | Игорь Бобков      | Авангард        | 25          |
| 5                                                                | Якуб Коварж       | Автомобилист    | 25          |
| По % отраженных бросков                                          |                   |                 |             |
| #                                                                | Игрок             | Команда         | %ОБ         |
| 1                                                                | Александр Самонов | Витязь / СКА    | 94.7        |
| 2                                                                | Тимур Билялов     | Ак Барс         | 94.3        |
| 3                                                                | Евгений Аликин    | Амур            | 93.7        |
| 4                                                                | Иван Бочаров      | Динамо (Москва) | 93.5        |
| 5                                                                | Илья Сорокин      | ЦСКА            | 93.5        |
| По пропущенным шайбам в среднем за игру (коэффициент надёжности) |                   |                 |             |
| #                                                                | Игрок             | Команда         | КН          |
| 1                                                                | Ларс Юханссон     | ЦСКА            | 1.40        |
| 2                                                                | Тимур Билялов     | Ак Барс         | 1.45        |
| 3                                                                | Илья Сорокин      | ЦСКА            | 1.50        |
| 4                                                                | Александр Самонов | Витязь / СКА    | 1.51        |
| 5                                                                | Магнус Хелльберг  | СКА             | 1.70        |
| По количеству сухих матчей                                       |                   |                 |             |
| #                                                                | Игрок             | Команда         | Сухие матчи |
| 1                                                                | Илья Сорокин      | ЦСКА            | 9           |
| 2                                                                | Тимур Билялов     | Ак Барс         | 8           |
| 3                                                                | Евгений Аликин    | Амур            | 7           |
| 4                                                                | Юха Метсола       | Салават Юлаев   | 7           |
| 5                                                                | Ларс Юханссон     | ЦСКА            | 6           |

## Достижения

### Сентябрь
- 4 сентября защитник «Витязя» Александр Евсеенков отдал 100-ю передачу в регулярных чемпионатах
- 4 сентября вратарь «Салавата Юлаева» Юха Метсола провёл 200-й матч в КХЛ, одержал 100-ю победу и оформил 20-й шат-аут
- 6 сентября нападающий «Автомобилиста» Джефф Плэтт провёл 500-й матч в регулярных чемпионатах
- 7 сентября нападающий «Салавата Юлаева» Линус Умарк набрал 300-е очко в регулярных чемпионатах
- 7 сентября нападающий «Сочи» Илья Крикунов провёл 500-й матч в регулярных чемпионатах
- 7 сентября нападающий «Йокерита» Петри Контиола отдал 200-ю передачу в регулярных чемпионатах
- 25 сентября нападающий Металлурга Сергей Мозякин провёл 600-й матч в регулярных чемпионатах
- 28 сентября нападающий Ак Барса Данис Зарипов набрал 500-е очко в регулярных чемпионатах
- 30 сентября нападающий Металлурга Эрик О'Делл набрал 100-е очко в регулярных чемпионатах

### Октябрь
- 17 октября нападающий Локомотива Александр Свитов отдал 100-ю передачу в регулярных чемпионатах
- 19 октября вратарь Динамо Мск Александр Еременко одержал 200-ю победу в регулярных чемпионатах
- 20 октября нападающий СКА Дмитрий Кагарлицкий отдал 200-ю передачу в регулярных чемпионатах
- 22 октября нападающий Нефтехимика Александр Черников провел 600-й матч в регулярных чемпионатах
- 25 октября нападающий Металлурга Денис Паршин отдал 200-ю передачу в регулярных чемпионатах
- 31 октября нападающий Торпедо Станислав Бочаров провел 400-й матч в регулярных чемпионатах

### Ноябрь
- 3 ноября нападающий Салавата Юлаева Линус Умарк забросил 100-ю шайбу в регулярных чемпионатах
- 3 ноября защитник Ак Барса Игорь Ожиганов набрал 100-е очко в регулярных чемпионатах
- 12 ноября нападающий ЦСКА Кирилл Капризов отдал 100-ю передачу в регулярных чемпионатах
- 12 ноября нападающий Салавата Юлаева Михаил Пашнин набрал 600-ю штрафную минуту в регулярных чемпионатах
- 14 ноября голкипер Ак Барса Тимур Билялов побил рекорд России по сухим матчам КХЛ и суперлиги 316 минут 08 секунд
- 19 ноября нападающий Найджел Доус, стал первым игроком в истории Автомобилиста в КХЛ, забивавшим на протяжении пяти матчей подряд.
- 26 ноября нападающий ЦСКА Иржи Секач отдал 100-ю передачу в регулярных чемпионатах
- 26 ноября нападающий Динамо Рига Микелис Редлихс сыграл 600-й матч в регулярных чемпионатах
- 26 ноября защитник Автомобилиста Рафаэль Батыршин заработал 600-ю штрафную минуту в регулярных чемпионатах
- 26 ноября нападающий Металлурга Евгений Тимкин заработал 500-ю штрафную минуту в регулярных чемпионатах
- 30 ноября защитник Салавата Юлаева Алексей Семенов заработал 600-ю штрафную минуту в регулярных чемпионатах

### Декабрь
- 21 декабря Лаурис Дарзиньш нападающий Динамо Рига  набрал 300-е очко в регулярных чемпионатах
- 22 декабря нападающий ЦСКА Михаил Григоренко набрал 100-е очко в регулярных чемпионатах
- 25 декабря Алексей Петров нападающий Сочи  провел 500-й матч в регулярных чемпионатах
- 27 декабря Денис Кокарев нападающий Спартака  провел 600-й матч в регулярных чемпионатах
- 29 декабря Сергей Плотников нападающий СКА  провел 500-й матч в регулярных чемпионатах
- 30 декабря Евгений Артюхин нападающий Витязя первый в истории лиги набрал 1000-ю штрафную минуту в регулярных чемпионатах

### Январь
- 5 января нападающий Металлурга Денис Паршин провел 600-й матч в регулярных чемпионатах
- 10 января нападающий ЦСКА Кирилл Капризов забросил 100-ю шайбу в регулярных чемпионатах
- 23 января нападающий СКА Андрей Кузьменко набрал 100-е очко в регулярных чемпионатах
- 24 января нападающий Металлурга Сергей Мозякин забросил 400-ю шайбу в КХЛ
- 25 января нападающий Автомобилиста Павел Дацюк провел 200-й матч в регулярных чемпионатах
- 25 января защитник Витязя Игорь Головков провел 500-й матч в регулярных чемпионатах
- 26 января нападающий Торпедо Михаил Варнаков провел 600-й матч в регулярных чемпионатах
- 27 января нападающий Автомобилиста Джефф Плэтт набрал 300-е очко в регулярных чемпионатах
- 31 января нападающий ЦСКА Клас Дальбек провел 100-й матч в регулярных чемпионатах

### Февраль
- 11 февраля нападающий Трактора Антон Глинкин провел 600-й матч в регулярных чемпионатах
- 13 февраля нападающий Сибири Егор Миловзоров отдал 200-ю передачу в регулярных чемпионатах
- 13 февраля нападающий Сочи Денис Мосалев забросил 100-ю шайбу в регулярных чемпионатах
- 17 февраля нападающий ЦСКА Марио Кемпе набрал 100-е очко в регулярных чемпионатах
- 20 февраля нападающий Витязя Александр Семин провел 200-й матч в регулярных чемпионатах
- 21 февраля нападающий ЦСКА Линден Вей отдал 100-ю передачу в регулярных чемпионатах
- 23 февраля нападающий Салавата Юлаева Линус Умарк провел 400-й матч в регулярных чемпионатах

## Официальные призы и награды КХЛ по итогам сезона
В связи с досрочным завершением сезона 2019/2020 Лигой было принято решение изменить процедуру и порядок определения победителей в индивидуальных и командных номинациях. Согласно положениям Спортивного регламента КХЛ определены обладатели призов по итогам регулярного чемпионата.

### Командные
| Награда                                 | Номинация                                       | Обладатель |
| --------------------------------------- | ----------------------------------------------- | ---------- |
| Кубок Континента имени Виктора Тихонова | Команде – победительнице регулярного чемпионата | ЦСКА       |

### Индивидуальные
| Награда                                         | Номинация                                                                                   | Обладатель                                                     |
| ----------------------------------------------- | ------------------------------------------------------------------------------------------- | -------------------------------------------------------------- |
| «Лучший бомбардир»                              | Самому результативному игроку регулярного чемпионата по системе «гол + пас»                 | Вадим Шипачёв («Динамо» Мск) — 65 (17+48) очков                |
| «Лучший снайпер»                                | Хоккеисту, забросившему наибольшее количество шайб в регулярном чемпионате                  | Кирилл Капризов (ЦСКА) — 33 шайбы                              |
| «Самый результативный защитник»                 | Лучшему игроку обороны регулярного чемпионата по системе «гол + пас»                        | Микко Лехтонен («Йокерит») — 49 (17+32) очков                  |
| «Лучший вратарь»                                | Лучшему вратарю регулярного чемпионата                                                      | Тимур Билялов («Ак Барс»)                                      |
| «Золотая клюшка»                                | Самому ценному игроку регулярного чемпионата                                                | Дмитрий Яшкин («Динамо» Мск)                                   |
| «Лучший новичок» (Приз им. Алексея Черепанова)  | Лучшему «новичку» регулярного чемпионата                                                    | Артем Галимов («Ак Барс»)                                      |
| «Лучшая тройка»                                 | Самой результативной тройке, забросившей наибольшее количество шайб в регулярном чемпионате | Андре Петерссон - Вадим Шипачёв - Дмитрий Яшкин («Динамо» Мск) |
| «За верность хоккею» (Приз им. Сергея Гимаева)  | Лучшему играющему ветерану-наставнику                                                       | Александр Сёмин («Витязь»)                                     |
| «Бесценный игрок» (Голосование болельщиков)     | Победителю «Бесценной лиги» (совместно КХЛ и Mastercard)                                    | Юха Метсола («Салават Юлаев») — более 40% голосов              |
| «Бесценный болельщик» (Голосование болельщиков) | Наиболее активному болельщику (совместно КХЛ и Mastercard)                                  | Сергей Терехов (болельщик «Салават Юлаев»)                     |